# فارفان
فارفان هي قرية في مقاطعة أصفهان، إيران. عدد سكان هذه القرية هو 1,497 في سنة 2006.